# Cantó de Chorge
El cantó de Chorge és un cantó francès del departament dels Alts Alps, situat al districte de Gap. Té 8 municipis i el cap és Chorge.

## Municipis
- Brezièrs
- Chorge
- Espinasses
- Prunieras
- Remolon
- Ròchabruna
- Rosset
- Teüs

## Història
| Data d'elecció                           | Identitat             | Partit                     | Qualitat |
| ---------------------------------------- | --------------------- | -------------------------- | -------- |
| 1961-1992                                | Omer Margaillan       | Divers droite, després MRG |          |
| 1992-1998                                | André Arnaud          | Divers droite              |          |
| 1998-                                    | Bernard Allard-Latour | PS, després PRG            |          |
| les dades anteriors no són pas conegudes |                       |                            |          |
|                                          |                       |                            |          |

| 1962  | 1968  | 1975  | 1982  | 1990  | 1999  | 2007  |
| ----- | ----- | ----- | ----- | ----- | ----- | ----- |
| 2.144 | 2.749 | 2.719 | 2.898 | 3.112 | 3.683 | 4.419 |